# Michela Coppa
Michela Coppa (Parma, 19 maggio 1983) è una showgirl ed ex modella italiana.

## Biografia
Dopo il liceo scientifico bilingue si iscrive alla Facoltà di Farmacia. Si avvicina per la prima volta al mondo dello spettacolo nel 2001 quando partecipa a Miss Italia 2001 con il titolo di Miss Sasch Modella Domani Emilia, classificandosi tra le 16 finaliste. Dal 2003 al 2006 è Letterina a Passaparola, il quiz condotto da Gerry Scotti.
Dal 2006 affianca nuovamente Gerry Scotti nel varietà televisivo La corrida (presenza che verrà confermata per quattro stagioni) e dal 22 maggio al 29 giugno 2007 affianca Alessandro Cattelan in Total Request Live On Tour. Nel luglio 2008 ha condotto per Canale 5 una striscia pomeridiana dedicata al Giffoni Film Festival in onda dopo il telegiornale dell'emittente. Dal novembre 2010 conduce il programma Slurp sul canale Arturo insieme a Danilo Bertazzi, una trasmissione che parla di cucina, riservata ai ragazzi, e nello stesso periodo affianca Davide Mengacci nella conduzione del programma Ricette di famiglia su Rete 4.
Nel 2012 ha condotto eccezionalmente, in sostituzione di Ellen Hidding, la puntata del 12 febbraio di Melaverde, programma di Rete 4. Sempre nel 2012 partecipa alla puntata numero 174 della sitcom Camera Cafè dal titolo Panino a domicilio. La stagione televisiva 2013-2014 la vede ancora una volta protagonista su Alice (canale 416 di SKY), dove conduce Benvenuti al nord - La nosa cusina, programma di cucina con lo chef Roberto Valbuzzi. Il 4 maggio 2015, il 17 aprile 2016 e il 4 novembre 2018 ha partecipato come concorrente al nuovo quiz preserale di Canale 5 Caduta libera!.

## Vita privata
È attualmente legata sentimentalmente all'imprenditore Christian Milia, dal quale ha avuto una figlia il 23 settembre 2021

## Televisione
- Miss Italia (Rai 1, 2001) concorrente
- Passaparola (Canale 5, 2003-2006)
- La corrida (Canale 5, 2006-2009)
- TRL On Tour (MTV, 2007)
- Cuochi senza frontiere[8] (Rete 4, 2008-2010)
- Giffoni Film Festival (Canale 5, 2008-2014)
- Barbareschi Sciock (LA7, 2010) ospite fisso
- Ricette di famiglia (Rete 4, 2010-2013)
- Slurp (Arturo TV, dal 2010)
- Saturday Night Live from Milano (Italia 1, 2010-2011) ospite fisso
- Melaverde (Rete 4, 2012)
- Benvenuti al nord - La nostra cusina (Alice, 2013-2014)
- Pan per focaccia (Alice, 2013)
- Risollevante Tour (Comedy Central, 2013)
- Ricette all'italiana (Rete 4, 2013-2018)
- Accademia di Alice (Alice, 2019)

## Radio
- Coppa in cucina (Radio LatteMiele, 2018)

## Pubblicità
- Aroma Vero Caffè (2020)

## Discografia
- 2014 - Mikela

Singoli
- 2015 - Pianeti e Nuvole[senza fonte]